# Garidella
Genre
Garidella est un genre de plantes dicotylédones de la famille des Ranunculaceae.

## Liste d'espèces
Selon Catalogue of Life (21 juillet 2014) :
- Garidella nigellastrum
- Garidella unguicularis

Selon NCBI (21 juillet 2014) :
- Garidella nigellastrum
- Garidella unguicularis

Selon Tropicos (21 juillet 2014) (Attention liste brute contenant possiblement des synonymes) :
- Garidella anethifolia Salisb.
- Garidella nigellastrum L.
- Garidella nigelliformis St.-Lag.
- Garidella unguicularis Poir.